# Исаия (Киккотис)
Митрополи́т Иса́ия (греч. Μητροπολίτης Ἠσαΐας, при рождении Спиридон Георгакис, впоследствии изменил фамилию на Кикко́тис, греч. Κυκκώτης; род. 12 декабря 1971, деревня Строволос, Кипр) — епископ Кипрской православной церкви, митрополит Тамасский, проедр Оринисский.
Тезоименитство — 10 сентября (преподобного Исаии Кипрского).

## Биография
Родился 12 декабря 1971 года в деревне Строволос, пригород столицы Никосии, Кипр
По завершении обучения в Акропольском лицее служил в национальной гвардии, а затем, в 1990 году, поступил в Духовную семинарию апостола Варнавы в Никосии. Одновременно в тот же год был принят послушником в ставропигиальный монастырь Божией Матери Киккской, где проходил различные послушания.
В 1992 году Патриарх Московский и всея Руси Алексий II во время визита на Кипр посетил Киккский монастырь. Честь показать святую обитель Патриарху выпала молодому послушнику Спиридону. Вот как он рассказывает о том памятном дне:

Конечно, ощущал очень большую ответственность. Старался ничего не упустить, все показать и подробно рассказать о любимом монастыре. А когда после осмотра передали, что Патриарх хочет меня видеть, то разволновался не на шутку. Его Святейшество спросил о планах на будущее. А я тогда собирался ехать в Бостон для учебы в православном университете. Позади была школа, армия и семинария в Никосии. Во мне зрело желание стать монахом. Полагаясь на волю Божию, все же в мечтах связывал свою судьбу с любимой обителью, монастырем Киккской Божией Матери. А Патриарх неожиданно произнёс: «Хорошо бы тебе приехать в Россию, чтобы учиться в Духовной Академии», и благословил. Вышел я ошеломленным, как же в Россию?! Языка я не знаю, да и планы были совсем другие. А игумен наш Никифор чуть позже вразумил: «Патриаршее благословение промыслительно, так что собирайся и поедешь в Россию».
В Академии русский язык для иностранцев не преподавали. Некоторое время его обучал церковнославянскому языку иеромонах Иларион (Алфеев). При помощи посольства Кипра в Москве он нашёл преподавателя — профессора Виктора Григорьевича Соколюка.
В 1993 году был рукоположён в сан диакона.
Параллельно обучению в МДА изучал греческое богословие, ездил в Грецию, много читал
Осенью 1993 г. помогал архимандриту Иннокентию (Просвирнину), реабилитировавшемуся на Кипре, в освоении греческого языка.
В 1997 году окончил Московскую духовную семинарию по первому разряду и вернулся в родной монастырь.
На следующий год защитил кандидатскую диссертацию на тему «Жизнь и творения святого Неофита Затворника». В 1998−2000 годы обучался в аспирантуре Университета Аристотеля в Салониках по специальности «Церковная археология».
В 2000 году архиепископом Кипрским Хризостомом I рукоположен в сан пресвитера и одновременно возведён в сан архимандрита. В том же году по благословению архиепископа Кипрского Хризостома I стал духовником заключённых иностранцев православного исповедания в Центральных тюрьмах Кипра; был первым, кто окормлял русских заключенных в тюрьмах Кипра. Помогал женщинам из России, попавшим в сексуальное рабство.
3 июня 2005 года в Московской духовной академии защитил кандидатскую диссертацию на тему «История коливадских споров на Афоне и их богословское содержание».
В качестве представителя епископа Киккского Никифора (Киккотсиа) и будучи членом Всемирного форума религий и культур, выступал организатором и участником десятков крупных богословских и культурных конференций как на Кипре, так и за рубежом. В США прослушал спецкурс по теме «Вклад Церкви в современное многокультурное общество».
По возвращении на Кипр нёс послушание у епископа Киккского Никифора и одновременно возглавлял отдел Киккского монастыря по оказанию скорой гуманитарной помощи и духовной поддержки оказавшимся в беде. В этом качестве посещал страны, пострадавшие от войн, голода или стихийных бедствий и на месте организовывал программы гуманитарной помощи. Являлся председателем европейского Бюро финансов Священного Синода Кипрской Православной Церкви.
22 ноября 2005 года вместе с митрополитом Лимассольским Афанасием представлял Кипрскую православную церковь на интронизации Патриархи Феофила III.
9 июля 2007 года собранием клириков и мирян был единогласно избран митрополитом Тамасским и Оринисским.
11 июня того же года в Храме святого Варнавы в Дасуполеосе (Никосия) хиротонисан во епископа с возведением в сан митрополита. Его настолование состоялось в тот же день в кафедральном Храме святого Николая в Епископеи
В октябре 2020 года, вместе с митрополитом Киккским Никифором (Киккотисом), митрополитом Лимассольским Афанасием (Николау) и хорепископом Амафунтским Николаем (Тимиадисом),  был одним из четырёх иерархов Кипрской православной церкви, которые критиковали своего предстоятеля Хризостома II за признание автокефалии Православной церкви Украины, дарованной патриархом Константинопольским Варфоломеем.
Но в июле 2022 года он задекларировал более мягкую позицию, согласно с которой, он дальше будет удерживаться от сослужения с иерархами ПЦУ, но поддерживает решения патриарха Варфоломея и архиепископа Хризостома II. А уже 30 ноября 2022 года он в Константинополе сослужил литургию с архиепископом Вышгородским Агапитом (Гуменюком) с ПЦУ, которую возглавил патриарх Варфоломей.
Был одним из шести иерархов Кипрской церкви, которые 18 декабря 2022 года были кандидатами на выборах нового предстоятеля, после смерти архиепископа Хризостома II. Набрал 18,10% голосов, занял третье место и таким образом стал одним из трёх кандидатов, которые прошли во второй тур, но не набрал ни одного голоса во втором туре.